# جون بندري
جون بندري (بالإنجليزية: John Pendry)‏ (و. 1943 – م) هو فيزيائي، ومهندس من إنجلترا . ولد في مانشستر .
وهو عضواً في الجمعية الملكية، وجمعية مهندسي الكهرباء والإلكترونيات، والأكاديمية الأمريكية للفنون والعلوم .

## التعليم
تعلم في كلية داونينج ‏

## مناصب وهيئات
أدار كلية لندن الإمبراطورية.

## جوائز
حصل على جوائز منها:
- Kavli Prize in Neuroscience ‏ (2014)
- وسام إسحاق نيوتن (2013)
- جائزة ديراك لمؤسسة الفيزياء [الإنجليزية]‏ (1996)
- قلادة ملكية
- UNESCO Niels Bohr Medal [الإنجليزية]‏
- زمالة الجمعية الملكية.